# Eckehard Pietzsch
Eckehard Pietzsch (ur. 14 października 1939 w Blumbergu koło Arzberga) – niemiecki siatkarz, medalista igrzysk olimpijskich i mistrzostw świata.

## Życiorys
Pietzsch był w składzie reprezentacji Niemiec Wschodnich podczas igrzysk 1968 w Meksyku. Zagrał w ośmiu z dziewięciu meczów, po których drużyna NRD zajęła 4. miejsce. Tryumfował z reprezentacją podczas pucharu świata 1969 i na rozgrywanych w Bułgarii mistrzostwach świata 1970. Pietzsch wystąpił także na igrzyskach 1972 odbywających się w Monachium. Zagrał we wszystkich pięciu meczach fazy grupowej, wygranym półfinale ze Związkiem Radzieckim oraz w przegranym finale z Japonią.
Pietzsch ośmiokrotnie zdobywał tytuł mistrza NRD, z klubem SC Rotation Leipzig w 1962 oraz z SC Leipzig w 1965 i latach 1967-1972.
Do momentu odejścia na emeryturę pracował jako nauczyciel w Deutsche Hochschule für Körperkultur w Lipsku.